# CBeebies

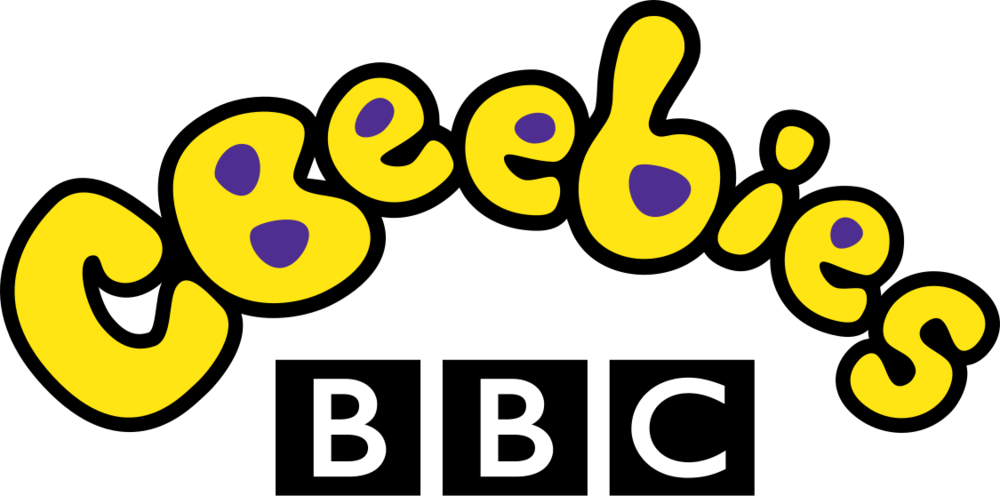
旧ロゴ

CBeebiesは、6歳未満の子供を対象としたBBCが所有する英国の放送テレビチャンネル。 2002年2月11日に開始され、オープンシグナルとして放送され、BBC Fourとプログラミングスペースを共有している。 CBeebies Radioと呼ばれるオーディオ版は、BBC 7で毎日3時間放送される。CBBCチャンネルは、年長の子供向けの姉妹チャンネルである。

## テレビ番組の放送
- Alphablocks
- ボブとはたらくブーブーズ(Bob the Builder)
- 消防士サム(Fireman Sam)
- ポストマン・パット(Postman Pat)
- サラとダックン(Sarah & Duck)